# Jovenel Moïse
Jovenel Moïse (Trou-du-Nord, 26 giugno 1968 – Pétion-Ville, 7 luglio 2021) è stato un imprenditore e politico haitiano, presidente di Haiti dal 7 febbraio 2017 al 7 luglio 2021, giorno in cui è stato assassinato.

## Biografia

### Primi anni
Nacque a Trou-du-Nord, nel dipartimento del Nord-Est, nel 1968. Nel luglio 1974 si trasferì con la famiglia nella capitale Port-au-Prince dove continuò gli studi primari all'École Nationale Don Durélin e poi secondari prima al Lycée Toussaint Louverturee poi al Centre Culturel du Collège Canado-Haïtien. Si sposò nel 1996 con Martine Marie Étienne Joseph, sua ex compagna di classe, dalla quale ebbe tre figli; nello stesso anno con la famiglia si trasferì a Port-de-Paix, nel dipartimento del Nord-Ovest.
A Port-de-Paix iniziò la sua prima attività imprenditoriale nella vendita di automobili, fondando la società JOMAR Auto Parts; tuttavia ebbe una maggiore fortuna nel settore agricolo, sviluppando un progetto per la produzione biologica di banane. Nel 2001 ha inoltre collaborato con la statunitense Culligan per implementare un impianto di distribuzione dell'acqua potabile nei dipartimenti del Nord-Ovest e del Nord-Est. Nel 2012 fondò la società Agritans e contribuì alla creazione della prima zona di libero scambio agricolo ad Haiti con una piantagione di banani da 1000 ettari nel dipartimento del Nord-Est, realizzata attraverso l'espropriazione dell'area dai contadini che la utilizzavano. L'anno successivo ricevette un finanziamento da parte del governo pari a 6 milioni di dollari. L'obiettivo principale era quello di riprendere le esportazioni di banane in Germania per la prima volta dal 1954; tuttavia solo un paio di container arrivarono a destinazione. Nonostante il modesto successo Moïse divenne noto come Nèg Bannann, ossia "L'uomo delle banane". Nel 2013 l'Unité Centrale de Renseignements Financiers (UCREF) aprì un'indagine di routine sui conti di Moïse poi allargata con l'ipotesi di riciclaggio di denaro.

### Elezione a Presidente della Repubblica
Ritenuto vicino al Presidente uscente Michel Martelly si candidò alle elezioni presidenziali del 2015 scontrandosi col candidato Jude Célestin, sul quale prevalse col 32,81% dei consensi. Il risultato fu tuttavia annullato per forti irregolarità nel voto e furono indette nuove elezioni svoltesi nel corso dell'anno successivo dopo un primo rinvio causato dal passaggio dell'uragano Matthew. Anche in questo caso Moïse prevalse col 55,6% delle preferenze, prestando giuramento come 58º Presidente della Repubblica il 7 febbraio 2017. Il suo programma politico reputava prioritarie la ricostruzione del paese, costantemente flagellato da catastrofi naturali come il terremoto del 2010 e numerosi uragani nonché dipendente dagli aiuti internazionali, e la ripresa dell'economia.
Pochi mesi dopo il giuramento iniziò una controversia riguardante l'effettiva durata del mandato presidenziale: secondo i partiti d'opposizione quest'ultimo sarebbe iniziato già a partire dalla data delle dimissioni del suo predecessore, con scadenza il 7 febbraio 2021, mentre per Moïse il mandato presidenziale sarebbe terminato il 7 febbraio 2022.

#### Proteste
Nel marzo 2018 il Venezuela ha interrotto la fornitura di petrolio al paese causando un forte rialzo dei prezzi di benzina, gasolio e cherosene attenuato dall'introduzione di alcune misure da parte del governo guidato da Jack Guy Lafontant. Nel luglio dello stesso anno però il governo ha annunciato delle riforme che prevedevano la soppressione delle misure adottate ad inizio anno in accordo con le richieste del Fondo Monetario Internazionale, causando delle violente proteste nella capitale che tra le altre cose richiedevano le dimissioni di Moïse. Il 15 luglio il Primo ministro ha annunciato le sue dimissioni, venendo rimpiazzato circa un mese dopo da Jean-Henry Céant.
Nuove proteste sono dilagate nel febbraio 2019 a causa della crescente inflazione e del repentino calo di valore del gourde rispetto al dollaro statunitense, tradottisi con una maggiorazione dei costi soprattutto per i beni essenziali. Dopo circa sei mesi il governo di Céant cadde con una mozione di sfiducia votata dalla Camera dei deputati e nonostante un iniziale rifiuto alle dimissioni da parte del Primo ministro il 21 marzo Moïse ha scelto di nominare al suo posto Jean-Michel Lapin, Ministro della cultura e delle comunicazioni, che tuttavia non ha ricevuto la fiducia dall'Assemblea nazionale dando inizio ad una crisi politica; a luglio Moïse ha annunciato la nomina a Primo ministro di Fritz-William Michel ma anche questa non fu confermata dal parlamento haitiano. Le proteste sono continuate tra settembre e dicembre portando ad un periodo definito in creolo come peyi lòk, ossia lockdown nazionale, a causa della chiusura di numerose infrastrutture pubbliche e private.
Dopo aver annunciato l'intenzione di bypassare il parlamento governando attraverso decreti presidenziali nel marzo 2020 ha annunciato la nomina a Primo ministro del Ministro dell'ambiente e dell'economia Joseph Jouthe, approfittando della sospensione del parlamento in seguito al non svolgimento delle elezioni previste ad autunno 2019.
Ulteriori proteste sono nate negli ultimi mesi del 2020 criticando la risposta governativa alla pandemia di COVID-19. Nei primi mesi del 2021 diverse associazioni per la tutela dei diritti umani e dei diritti delle donne hanno indirizzato una lettera alla Missione delle Nazioni Unite ad Haiti chiedendo di non supportare il Presidente Moïse nell'attuazione dei suoi "piani anti-democratici".
Il 7 febbraio 2021 i partiti d'opposizione hanno nominato come capo di Stato il giudice della Corte di cassazione Joseph Mécène Jean-Louis, ritenendo terminato il mandato di Moïse; quest'ultimo tuttavia annunciò che le autorità avevano sventato un tentato colpo di Stato portando all'arresto di 23 persone, tra cui un altro giudice della corte suprema, Yvickel Dieujuste Dabrezil. Il giorno successivo attraverso un decreto presidenziale, ritenuto illegittimo e incostituzionale, ha terminato il mandato di tre giudici della corte: Jean-Louis, Dabrezil e Wendelle Coq Thelot, suscitando la preoccupazione degli osservatori internazionali ed in special modo degli Stati Uniti d'America. La repressione del colpo di Stato ha dato il via a numerose proteste concentrate prevalentemente a Port-au-Prince, diffusesi poi in tutto il paese in seguito all'aumento dei rapimenti da parte della criminalità organizzata. Nel mese di aprile il governo Jouthe ha rassegnato le proprie dimissioni e Moïse ha nominato come Primo ministro Claude Joseph, già Ministro degli affari esteri e del culto.

#### Assassinio
Il 5 luglio Moïse aveva annunciato la nomina di Ariel Henry quale Primo ministro, sebbene quest'ultimo non ebbe la possibilità di prestare giuramento. Il 7 luglio 2021, intorno alle 4:00, un commando composto da almeno 28 persone di nazionalità colombiana e haitiano-statunitensi, tra cui alcuni ex membri dell'esercito colombiano, ha fatto irruzione nella residenza presidenziale di Pétion-Ville, uccidendo Moïse e ferendo la moglie Martine, successivamente ricoverata in ospedale; in casa era presente anche la figlia della coppia, Jomarlie, sfuggita all'assalto nascondendosi nella stanza del fratello. Il corpo del presidente presentava 12 fori di proiettile alla testa, all'addome, al costato e ai fianchi.
Secondo la Costituzione, come già accaduto in passato nella storia del paese, gli sarebbe dovuto succedere il Presidente della Corte di cassazione ma il giudice René Sylvestre era morto in seguito alle complicazioni da COVID-19 a fine giugno. Il vuoto di potere è stato colmato quindi dal Primo ministro uscente Joseph, che poi il 20 luglio si è dimesso da entrambe le cariche lasciando giurare Henry, che è successivamente figurato tra i possibili mandanti dell'omicidio.
Pochi mesi dopo la sua morte il quotidiano statunitense The New York Times ha sostenuto che Moïse tenesse una lista dei principali trafficanti di droga del paese e che i suoi sforzi contro il narcotraffico possano esser stati il movente per il suo omicidio.